# Столипино (Зубцовское сельское поселение)
Столипино  — деревня в Зубцовском районе Тверской области. Входит в состав Зубцовского сельского поселения.

## География
Находится в южной части Тверской области на расстоянии приблизительно 1 км на северо-северо-восток по прямой от районного центра — города Зубцов.

## История
Деревня была отмечена ещё на карте 1825 года. В 1859 году здесь (деревня Зубцовского уезда Тверской губернии) было учтено 10 дворов, в 1941 — 32.

## Население
Численность населения: 100 человек (1859 год), 48 (русские 98 %) в 2002 году, 33 в 2010.